# Batatas glaucifolius
Batatas glaucifolius là một loài thực vật có hoa trong họ Bìm bìm. Loài này được (L.) G. Don mô tả khoa học đầu tiên năm 1837.